# Gustav Spörer
Friederich Wilhelm Gustav Spörer  (23 de octubre de 1822 - 7 de julio de 1895) fue un astrónomo alemán, especializado en el estudio de los ciclos de las manchas solares.

## Semblanza

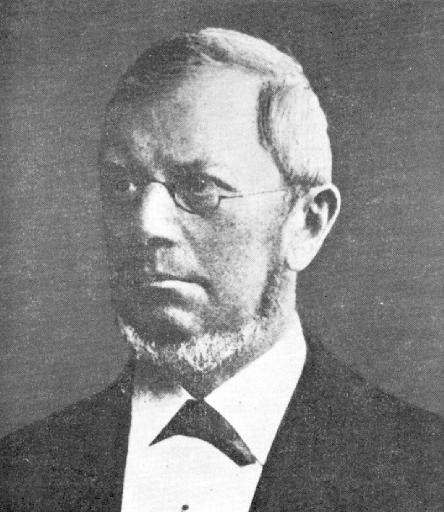
Retrato de Friederich Wilhelm Gustav Spörer (1822-1895), Archivo Museo Anklam.

Spörer estudió las manchas solares y sus ciclos. Su nombre se menciona a menudo junto con el de Edward Maunder. Fue el primero en observar un período prolongado de baja actividad de las manchas solares de 1645 a 1715; este período es conocido como el Mínimo de Maunder. 
En ocasiones se le atribuye a Spörer el descubrimiento de la ley que rige la variación de la latitud de las manchas solares durante el curso de un ciclo solar (denominada Ley de Spörer), aunque habitualmente figura como autor de este hallazgo su contemporáneo el astrónomo inglés Richard Christopher Carrington.
A partir de 1844 trabajó en el Observatorio Nuevo de Berlín, cuyo primer director fue Johann Encke. En 1885 le concedieron el Premio Valz de la Academia de Ciencias de Francia para su trabajo sobre las manchas solares.

## Eponimia
- La Ley de Spörer
- El mínimo de Spörer es un período de baja actividad de las manchas solares registrado entre 1420 a 1570.
- El cráter lunar Spörer.[3] lleva su apellido en su honor.